# Sự cố vỡ đập thủy điện Xepian-Xe Nam Noy
Sự cố vỡ đập thủy điện Xe Pian-Xe Namnoy xảy ra lúc 20h00 (giờ địa phương) ngày 23 tháng 7 năm 2018 ở tỉnh Attapeu, Lào. Đập vỡ dẫn đến 0,5 tỷ m³ nước tràn xuống , khiến ít nhất 29 người thiệt mạng và hàng trăm người mất tích, đồng thời cuốn theo một số ngôi nhà ở phía nam huyện Sanamxay.
Theo Đài ABC Laos cho hay ít nhất 100 người mất tích trong sự cố vỡ đập. Hơn 6.600 người rơi vào tình cảnh mất nhà cửa do nước lũ.

## Thông tin đập
Đập thủy điện Xe Pian-Xe Namnoy triển khai xây dựng bởi Công ty Năng lượng Xe Pian-Xe Namnoy (viết tắt là PNPC). Thủy điện này có công suất thiết kế 410 MW, ước tính cung cấp khoảng 1.860 kWh điện/năm khi đưa vào sử dụng. Đây là dự án liên doanh giữa công ty điện lực Ratchaburi của Thái Lan, Western Power của Hàn Quốc và tập đoàn nhà nước Laos Holding State Enterprise.
Dự án thủy điện Xe Pian-Xe Namnoy khởi công xây dựng năm 2013, với ước phí 1,2 tỷ USD. Dự án có mạng lưới 2 đập chính và 5 đập phụ tạo hồ với sức chứa 1,043 tỷ m³ nước. Các đập này ngăn nước của ba sông là Xe Namnoy, Xe Pian và Houay Makchan . Các sông này là phụ lưu bờ phải của sông Xe Kông, một phụ lưu cấp 1 lớn của sông Mê Kông.
Dự án hiện đã hoàn tất 90% công việc, bắt đầu tích nước, và dự kiến đi vào hoạt động trong năm 2019. Theo kế hoạch, khoảng 90% lượng điện sản xuất ra sẽ được xuất khẩu sang Thái Lan, phần còn lại được phân phối tại địa phương.

## Sự cố
Sự cố vỡ đập xảy ra vào khoảng 8 giờ tối ngày thứ Bảy 23 tháng 7, tại một đập phụ ở một yên ngựa, được gọi là "Đập D" có chức năng xả tràn, "một cấu trúc phụ trợ được sử dụng để giữ nước vượt quá mức được giữ bởi đập chính". Đập vỡ làm một nửa lượng nước trong hồ thoát ra, gây ra lũ quét ngay lập tức qua các làng Yai Thae, Hinlad, Mai, Thasengchan, Tha Hin và Samong thuộc huyện Sanamxay. Nhiều ngôi nhà, đường sá và cầu bị cuốn trôi. Vùng ngập lụt là thung lũng sông Xe Pian, và đoạn thung lũng Tonle Kong thuộc Campuchia.
Tại cuộc họp báo ngày 26 tháng 7, Bộ trưởng Mỏ và Năng lượng Lào Khammany Inthirath cho rằng, đập Xe Pian-Xe Namnoy đã gặp sự cố sau đợt mưa lớn khiến nước trong đập dâng nhanh, đập vỡ là do "chất lượng xây dựng" và các nhà thầu "không thể chối bỏ trách nhiệm trong sự việc này" .

### Campuchia sơ tán người dân
Ước tính khoảng 25.000 người đang được sơ tán khỏi tỉnh Stung Treng, phía Bắc Campuchia sau vụ vỡ đập phụ của dự án thủy điện Xe Pian-Xe Namnoy gây ra tình trạng ngập lụt. Mực nước sông ngòi ở nhiều thị trấn và làng mạc ở hạ nguồn thuộc tỉnh Stung Treng đã dâng cao trên 12 m và không có dấu hiệu rút xuống tính đến ngày 26/7/2018.

## Giải cứu
Các cơ quan chính phủ và công ty điện lực cùng nhau bắt đầu cứu hộ và sơ tán các làng vẫn gặp nguy hiểm, trong bối cảnh mực nước dâng cao. Việc cứu hộ có sự tham gia của một công ty Hàn Quốc, SK Engineering and Construction, là một bên liên quan trong việc xây dựng đập. Thủ tướng Lào, Thongloun Sisoulith, đã đình chỉ các cuộc họp trực tiếp của mình và đích thân tới khu vực đập, cũng như kêu gọi cả cảnh sát và quân đội, và chính quyền địa phương yêu cầu viện trợ khẩn cấp từ chính quyền trung ương và cộng đồng lân cận. Một trong những ngân hàng lớn nhất ở Lào, Banque Pour Le Commerce Exterieur Lào, đã thành lập một quỹ quyên góp cứu trợ để quyên góp 2 tỷ kip (238.000 đô la Mỹ) cho các nạn nhân của thảm họa. Các nước láng giềng Đông Nam Á bao gồm Malaysia, Philippines, Singapore, Thái Lan và Việt Nam cũng bày tỏ sự sẵn sàng để cung cấp bất kỳ sự trợ giúp nào cần thiết cho Lào.

## Chỉ dẫn
1. ↑  Do nhầm lẫn mà ban đầu truyền thông đưa tin "5 tỷ m³ nước tràn xuống". Thực tế hồ có sức chứa 1,043 tỷ m³ và lượng nước thoát ra chỉ cỡ một nửa.